# عروسی خون (فیلم ۱۳۷۳)
عروسی خون فیلمی به کارگردانی مجید جوانمرد و نویسندگی مجید جوانمرد، اسماعیل عباسی ساختهٔ سال ۱۳۷۳ است.

## خلاصه داستان
خانواده‌ای فقیر که زندگی کولی‌واری را اختیار کرده‌اند، از زادگاه خود دور افتاده‌اند. آن‌ها در قلمرو «خسروخان» یک قاچاقچی با نفوذ مجبور می‌شوند در ازای بازپس گرفتن کامیون که تنها وسیله کسب و کارشان است، دختر جوان خانواده را به عقد قاچاقچی درآورند. «حبیب» (منوچهر حامدی) پدر پیر خانواده که زمانی برای خود پهلوان بوده با این معامله مخالف است، «رحمان» پسر جوان خانواده که مجذوب کامیون شده است، به آن نیز نیازمند است. معهذا در روز عروسی همه چیز به هم می‌ریزد، «خسروخان» را به قتل رسانده و با دختر مورد علاقه‌اش «خورشید» از آبادی می‌گریزد…

## بازیگران
- سعید عباسی
- مرجانه دلدارگلچین
- منوچهر حامدی
- شهلا ریاحی
- مرتضی احمدی
- حسن رضایی
- جمال ذوالقدر
- پیمانه طهماسبی
- فیروز حشمت
- نسیم جوانمرد
- حبیب روزبهان
- قنبر اصغری
- شمس علی حیدرزاده
- جعفر رستمی
- خالد عباس‌نژاد
- فرج ابوالمحمدی
- عشقعلی رضایی
- مینا نوروزی
- عرش پورزارعی
- مرتضی اکبری